# Burg Rheineck
Die Burg Rheineck ist eine Höhenburg bei Bad Breisig im rheinland-pfälzischen Landkreis Ahrweiler. Sie ist aus einer mittelalterlichen Anlage aus dem 11. Jahrhundert hervorgegangen und war das Zentrum der Burggrafschaft Rheineck. Sie ist die einzige noch in wesentlichen Teilen erhaltene Höhenburg im Unteren Mittelrheintal.

## Lage
Die Burg steht auf einer zu allen Seiten abfallenden Anhöhe (186,9 m ü. NHN) am linken Ufer des Rheins im Mittelrheintal in unmittelbarer Nähe zum Vinxtbach. Er trennte in der Römerzeit die römischen Provinzen Ober- und Untergermanien und die Mosel- und ripuarischen Franken. Römische Funde, Anticalien, auf dem Burgberg lassen als Vorgänger eine römische Warte vermuten. Zumal bei Rheinbrohl, auf der anderen Rheinseite, der römische Limes seinen Anfang nahm. Im Mittelalter grenzten dort die Gebiete von Kurtrier und Kurköln aneinander.

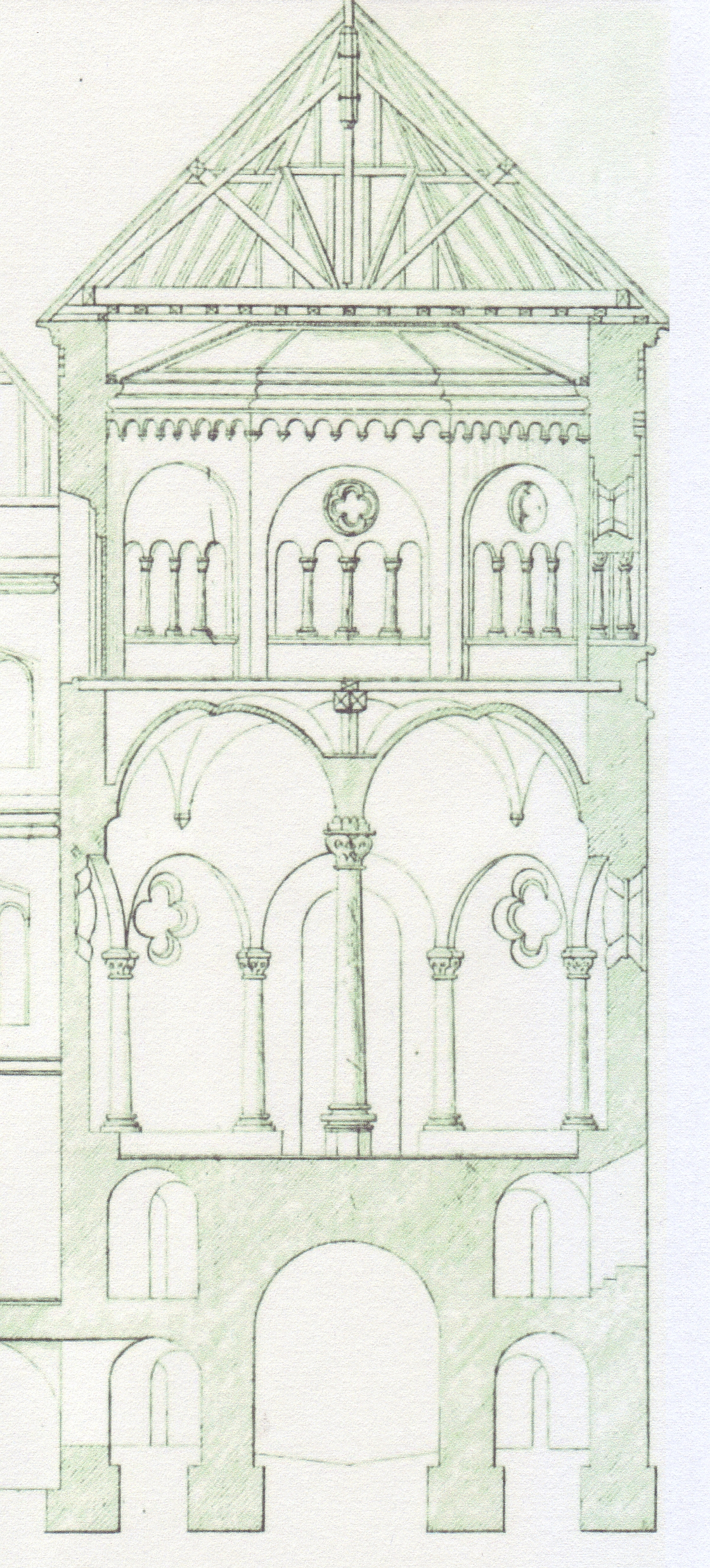
Burg Rheineck, Querschnitt durch die Kapelle

## Geschichte
Die Pfalzgrafen bei Rhein erbauten die Burg im 11. Jahrhundert. Als Pfalzgraf Siegfried I., der die Burg Cochem an der Mosel erbaut hatte, in dem Gefecht bei Warnstedt den Tod fand (1113), hinterließ er seine Frau Gertrud mit drei Kindern. Gertrud war die Schwester der Richenza von Northeim, der Gemahlin des späteren Kaisers Lothar III., und Erbin der Grafschaft Bentheim. Gertrud heiratete in zweiter Ehe den Grafen Otto von Salm, dieser nannte sich ab dem Jahre 1126 als erster „Comes de Rinegke“ (Graf von Rheineck). Ungeklärt ist, ob bereits Siegfried (nach der Aufgabe der Burg Laach 1112) oder erst Otto (nach dem Verlust der von ihm erbauten Burg Treis 1121) die Burg Rheineck erbauen ließ.
Im Jahr 1140, nach dem Tod des Pfalzgrafen Wilhelm, Sohn des Pfalzgrafen Siegfried, zog König Konrad III. die alten pfalzgräflichen Lehen am Rhein ein. Hiergegen erhoben sich die von Salm-Rheineck und suchten die Ansprüche auf Wilhelms Hinterlassenschaft geltend zu machen. Bei der folgenden Auseinandersetzung um das Pfalzgrafenamt zwischen Otto von Salm und Hermann von Stahleck, den Konrad III. eingesetzt hatte, eröffnete Ottos Sohn Otto II. den Kampf gegen Hermann. Er geriet jedoch in dessen Gefangenschaft und fand bald darauf einen gewaltsamen Tod auf der Schönburg. Graf Otto I. von Salm-Rheineck starb im Jahre 1150, nachdem er noch zuvor seine Rechte an der Burg Treis, mit Einwilligung seiner Gemahlin Gertrud, dem Trierer Erzbischof Albero geschenkt hatte. Seine Witwe Gertrud kehrte Burg Rheineck den Rücken und zog sich in die ihr gehörende Grafschaft Bentheim zurück. Erzbischof Albero setzte sich durch Waffengewalt sehr bald in den Besitz der Burg Treis, wodurch dann in König Konrad III. der alte Hass gegen Rheineck neu entzündet wurde. Er befahl die Zerstörung der verwaisten Burg Rheineck, während er die Burg Cochem eroberte und zur Reichsburg machte.
Nach der Zerstörung der Burg im Jahr 1151 erhielt der Kölner Erzbischof und gleichzeitige Reichskanzler Rainald von Dassel 1167 Andernach, in dessen Nähe Rheineck lag, aus Dank für die Unterstützung des Kaisers Friedrich I. Barbarossa bei den Kämpfen in Italien bei Tusculum von diesem geschenkt.:323 Da der Erzbischof die kölnischen Besitzungen Andernach und Rhens als einen wichtigen Pfeiler seines Herrschaftsgebiets ansah, sollte die Burg als kölnische Feste wieder aufgebaut werden. Um den Machtansprüchen und Gebietserweiterungsplänen des derweiligen Pfalzgrafen Konrad von Hohenstaufen, eines Halbbruders des Kaisers, zuvorzukommen, befahl Rainald im Jahr 1164 deshalb die schnelle Besetzung des Berges und den Wiederaufbau der Burg.

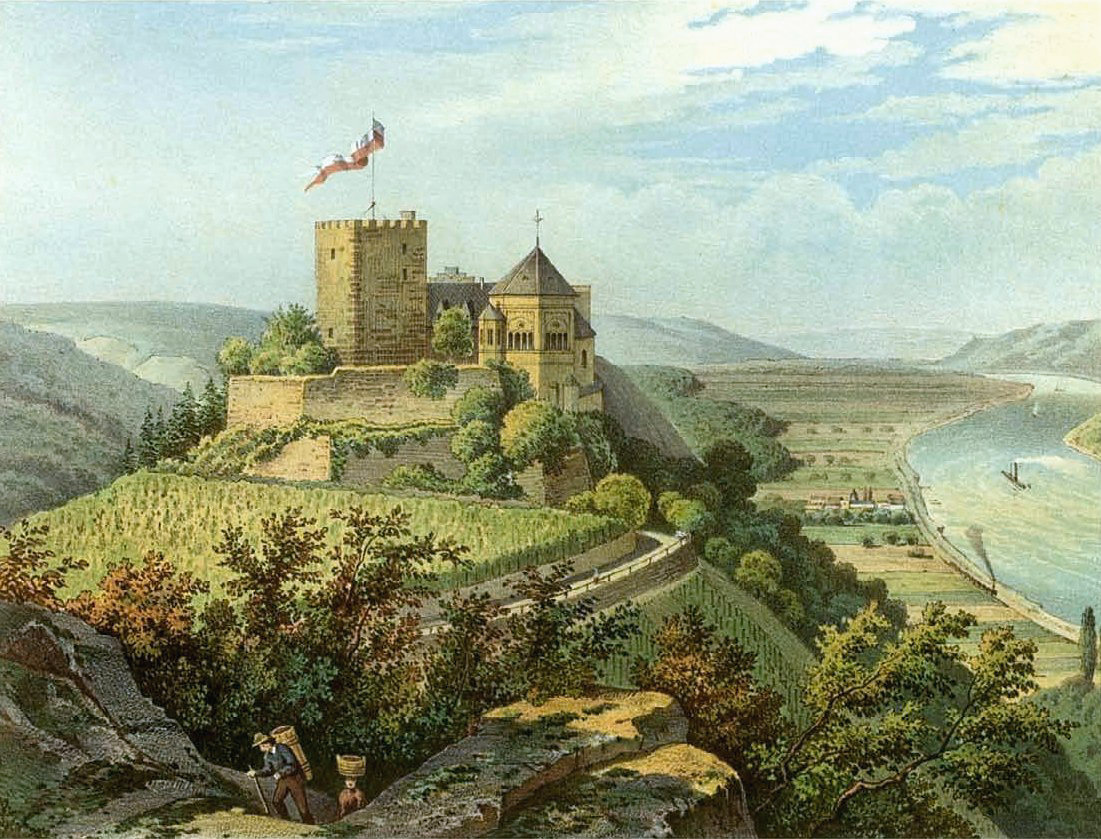
Burg Rheineck um 1860, Sammlung Alexander Duncker

Er konnte dadurch einen Bürgerkrieg verhindern, denn sein Stellvertreter und späterer Nachfolger Philipp I. von Heinsberg brachte nach seinen Anweisungen die damals immense Anzahl von 125.000 Männern für eine zu erwartende Schlacht gegen Truppen des Pfalzgrafen zusammen. Am 18. Mai 1164 standen sich bei der wenige Kilometer südlich von Burg Rheineck gelegenen Stadt Andernach die feindlichen Soldaten gegenüber. Die zeitgenössische Kölner Königschronik vermerkt bei diesem Datum: In diesem Jahr, als Pfalzgraf Konrad, der Bruder des Kaisers, mit Verlangen in das Kölner Bistum einfallen und ausplündern wollte und den Berg, der Rheineck genannt wird, zu besetzen beabsichtigte, befahl der Kölner Erwählte Reinold, der mit dem Kaiser in Italien war, durch vertraute Boten den Getreuen der Kölner Kirche, den Berg vorher einzunehmen. Als der Pfalzgraf erkannte, dass man ihm zuvorkam, kündigte er einen Krieg gegen die Kölner an, und zwar für den 18. Mai auf der Ebene bei Andernach. Durch Mobilisierung der Kölner Prälaten kamen Reiterstaffeln und Fußvölker sowie Schiffe zur Unterstützung des Heeres zusammen. Es waren etwa 125.000 Krieger. Weshalb weder der Pfalzgraf noch irgend jemand sich zu nähern wagte, als man 12 Tage lang auf seine Ankunft wartete. Friedrich Barbarossa schenkte drei Wochen nach der verhinderten und nicht stattgefundenen Schlacht seinem Reichskanzler Rainald von Dassel wegen immenser und unzählbarer Verdienste die Ortschaft Dairago in der Provinz Mailand. Dazu kamen als Geschenk Villen und Burgen sowie die Gebeine der Heiligen Drei Königen aus dem eroberten Mailand.

## Die Burggrafen von Rheineck

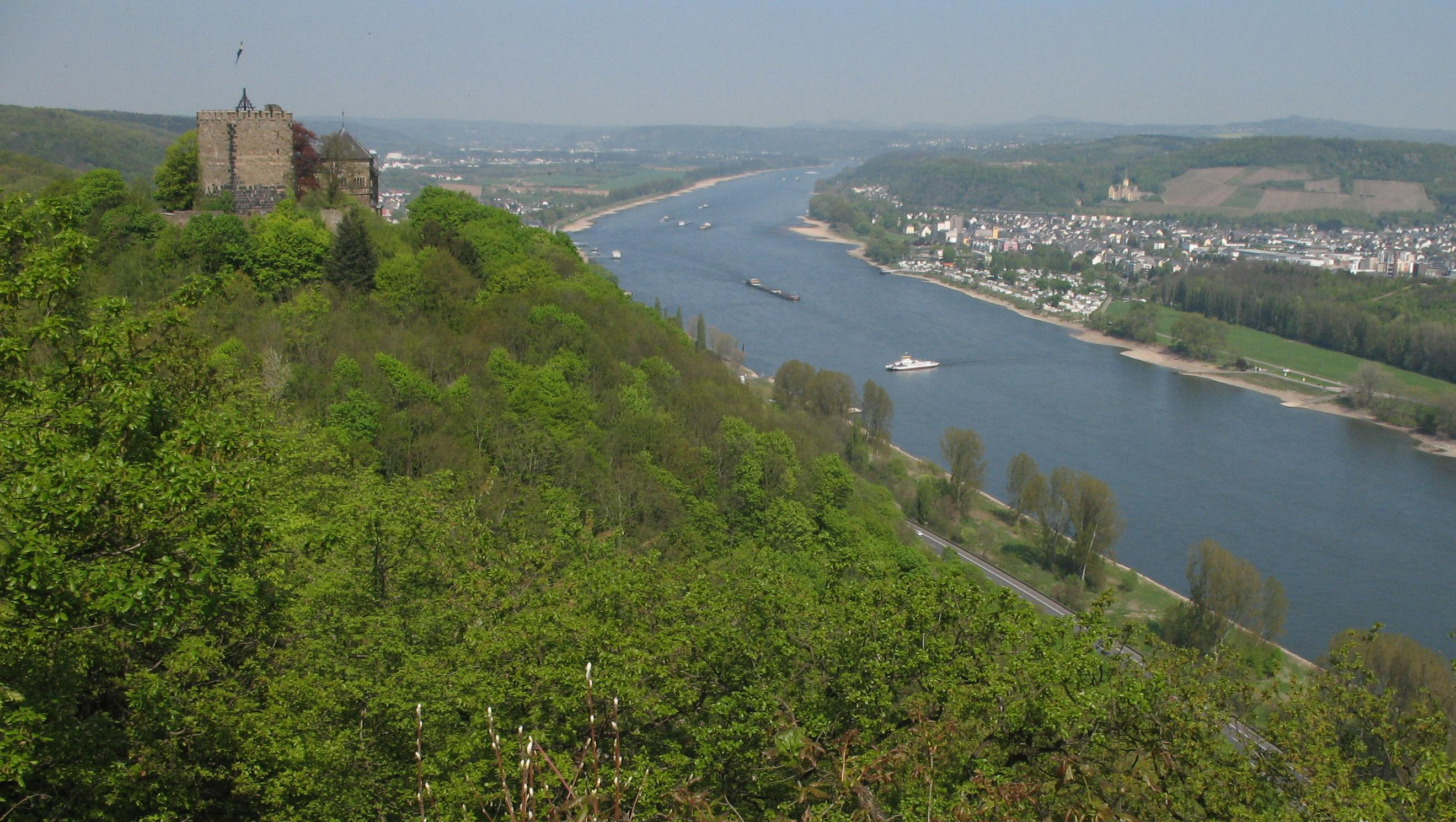
Burg Rheineck

Das Erzstift Köln brauchte zur Erhaltung und Bewachung Ministeriale aus dem Ritterstand und ernannte Burggrafen, wobei diese Position anfangs nicht vererbbar war.:324 Deren Auswahl war nicht immer glücklich, weil kaum ein Dienstmannstamm weniger gehorsam und anhänglich war als die Burggrafen von Rheineck. Um 1180 wurde vermutlich das Rittergeschlecht von Ulmen belehnt, das bald den Namen von Rheineck annahm. Erster Burggraf aus diesem Geschlecht, der vom Erzstift Ende des 13. Jahrhunderts die vererbbare Burggrafenschaft von Rheineck zum Lehen erhielt, war "Johann I. von Rheineck".:324

Wappen der ersten dynastischen Burggrafen von Rheineck

Aus Urkunden sind von den Grafen von Rheineck bekannt:
- Gottfried und Johann I. (1190), hier handelt es sich um Vater und Sohn
- Heinrich I. (1200)
- Johann II. (1213–1229)
- Heinrich II. ⚭ Berta (vor 1237), er wurde zum Wohltäter der Abtei Laach. Er und seine Hausfrau Berta vermachten dem Kloster viele Güter aus der Burggrafschaft
- Johann III. (1237–1245)
- Heinrich III. (1245)
- Theodorich (1263–1278)
- Johann IV. (1285–1304), der Raubritter von Rheineck. Er nahm an der Seite von Erzbischof Siegfried an der Schlacht von Worringen teil (1288) und geriet danach in Gefangenschaft. Beim Streit um die Burg Kaiserswerth mit dem Erzbischof geriet er abermals in Gefangenschaft (1298). Verbittert über den Erzbischof Wigbold und verarmt durch die Lösegeldzahlungen wurde er zum Wegelagerer. Er raubte die Schiffe auf dem Rhein und die Fuhrwerke aus, die seine Burg passierten. Zudem pflegte er Freundschaften mit den Feinden des Erzbischofs, hauptsächlich mit dem Grafen Gerhard von Jülich, der ihn zum Burgmann der Burg Nideggen verpflichtete. Da er zur Landplage wurde, belagerten die Erzbischöfe von Köln, Mainz und Trier Burg Rheineck (1301). Als aber König Albrecht zum Entsatz von Rheineck heranrückte, zogen die Belagerer ab. Der König sah Rheineck als Reichsburg und Johann als Getreuen. Nachdem er Urfehde gegenüber dem Erzbischof Wigbold geschworen hatte, setzte er ihn und seine Nachkommen wieder als Burggrafen ein
- Johann V. ⚭ 1. Isengard, ⚭ 2. Margaretha (1315–1351), im Jahre 1330 verbindet er sich mit den beiden Gerarden von Landskron, Vater und Sohn, mit Diedrich von Schonenburg und Görg von Eich gegen Simon von Kempenich. Sie gelobten dem Kurfürsten Balduin von Trier 60 Bewaffnete zu stellen bis zur Versöhnung. Sie bilden in der sogenannten „Kempenicher Fehde“ die Partei „mit den rothen Aermeln“ Die Fehde nahm erst mit der Sühne zu Lahnstein im Jahre 1331 ihr Ende.
- Johann VI. (1368–1381), er nahm ein unrühmliches Ende. Bei einem Hoflager zu Godesberg, am Christtag des Jahres 1381, erstach er im Streit, in Gegenwart des Erzbischofs Friedrich, den Ritter Rollman von Sinzig. Daraufhin ließ ihn der Erzbischof am folgenden Tag öffentlich enthaupten.
- Johann VII. ⚭ Catharina von Daun (1417–1460)
- Diedrich ⚭ Mezza von Isenburg († 1470)
- Jacob I.⚭ Wild- und Rheingräfin Johannetta († um 1500)
- Jacob II. ⚭ 1. Wilhelmine von Einenberg, ⚭ 2. Elisabeth von Crichingen († 1539). Als Jacob II. aus der Familie von Rheineck 1539 ohne Sohn starb, zog Kurköln unter Erzbischof Salentin von Isenburg die Burggrafschaft als erledigtes Lehen ein.[2]:326 Im Rechtsstreit zwischen Kurköln und den Verwandten derer von Rheineck, Edelherren von Warsberg (französisch: de Varsberg)[4][5] entschied das Reichskammergericht 1567 zu Gunsten derer von Warsberg. Der Erbanspruch war durch die Ehe von Heinrich von Warsberg mit Metza von Rheineck, der Tochter von Jacob II, entstanden. Deren Söhne, die Brüder Samson und Johann von Warsberg († 1604), erhielten 1571 die Burg Rheineck als Lehen.
- Johann (Jean) von Warsberg (1534–1604)[6]
- Samson von Warsberg (1569–1643),[7] Sohn von Johann und Oberst im Dienste de Königs von Frankreich.
- Johann Philipp (Jean Philippe) von Warsberg († 1658) verkaufte 1654 die Burggrafschaft Rheineck für 7000 Dukaten an den Grafen Rudolf von Sinzendorf († 1677). Die Herren von Warsberg legten keinen besonderen Wert auf die Burggrafschaft Rheineck; sie versuchten vielmehr ihren damaligen Stammsitz auf der Saarburg auf alle Weise zu vergrößern.
- Rudolf von Sinzendorf († 1677). Die Grafen von Sinzendorf gehörten einem alten, angesehenen Geschlecht von Österreich an. Sie wollten durch diesen Erwerb in den Besitz vom Titel des Burggrafen kommen und das Wappen ihrem Wappenschild zufügen. Sie legten großen Wert darauf, dass Rheineck auf den Reichstagen im westfälischen Grafen-Collegio, desgleichen auch im Kurrheinischen Kreise Sitz und Stimme hatte, da sie zudem als Landstände des kölnischen Erzstiftes zu den kölnischen Landtagen berufen wurden. Die Nachfolger von Graf Rudolf von Sinzendorf auf Burg Rheineck waren:
- Weickard Michael Wencelaus († 1715)
- Prosper Anton († 1756)
- Wenzel Johann Eustach († 1773)
- Prosper (* 1751), war der letzte Burggraf von Rheineck. Er wurde später gefürstet und Burggraf von Winterrieden. Die Grafen von Sinzendorf blieben somit im Besitz der Burggrafschaft Rheineck bis zur Besitznahme des linken Rheinufers durch französische Truppen.

Im Frieden von Lunéville im Jahre 1801 erfolgte die Entschädigung mit dem Dorf Winterrieden in Württemberg und einer Rente von 1500 Gulden.
Im Jahre 1805 wurde die Burg Rheineck von der französischen Besatzung als enteigneter Feudalbesitz für 2870 Franken versteigert. Neuer Eigentümer wurde der Oberförster Wencelaus Schurp, Sohn von Johann Adam Schurp, der seit 1749 Verwalter auf Burg Rheineck im Dienste der Grafen von Sinzendorf war.

## Zerstörungen durch Krieg und Feuer
Ende des Jahres 1632 unternahmen die Schweden unter ihrem General Baudissin von ihrem Hauptquartier aus Linz heraus einen Feldzug gegen die Stadt Andernach. Auf diesem Weg nahmen sie die Burg Rheineck kampflos ein und plünderten sie aus, zerstörten sie jedoch nicht. Im Pfälzischen Erbfolgekrieg (1688–1697) besetzten die Franzosen die Burg. Bei ihrem Abzug plünderten sie die Burg aus und setzten sie in Brand. Die wenigen Überreste zerstörten dann kurkölnische Soldaten (1692); außer dem Bergfried und der Kapelle war alles ruiniert. Erst im Jahre 1718 erfolgte der Wiederaufbau, wenn auch in geringerem Umfang. Im Jahre 1785 wurde sie abermals ein Raub der Flammen, ausgebrochen in einem mit Stroh gedeckten Nebengebäude. Durch den damals herrschenden Wind brannte innerhalb von zweieinhalb Stunden die ganze Burg ab. Notdürftig wurde sie für 2000 Taler wiederhergestellt, bot aber nur noch eine Wohnung für den Verwalter Johann Adam Schurp.

## Wiederaufbau und Neuzeit

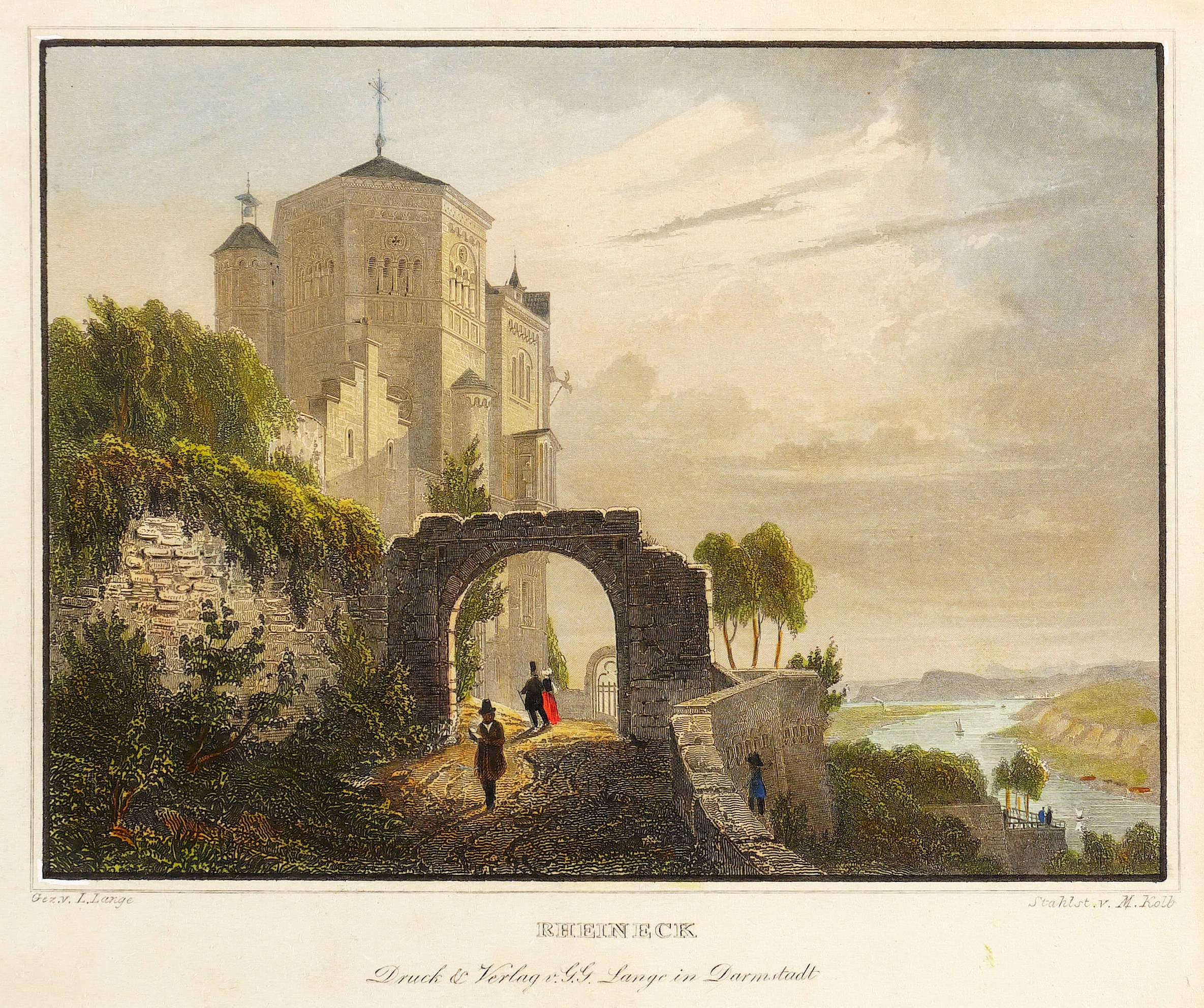
Joseph Maximilian Kolb: Burg Rheineck um 1846

Nach mehrmaligen Zerstörungen erwarb der Bonner Universitätsprofessor und spätere preußische Kultusminister Moritz August von Bethmann-Hollweg 1832 die Burg von der Witwe und Erben Schurp für 20.000 Taler. Der Neubau der Burg Rheineck erfolgte auf dem alten Grundriss in den Jahren 1832–1836. Die Bausubstanz war aber so marode, dass alles bis auf die Grundsteine abgetragen werden musste. Der Bauherr wollte aber keine Ritterburg wiederaufbauen, sondern ein wohnliches Schloss in romanischem Stil, angelehnt an die Kapelle im Torbereich, die durch ihre achteckige Gestalt an das karolingische Oktogon des Aachener Doms erinnerte. Johann Claudius von Lassaulx wurde mit dem Wiederaufbau beauftragt. Nach dem Abriss des alten Verwaltergebäudes, das an die Kapelle angebaut war und dieselbe stützte, bildeten sich große Mauerrisse in der Kapelle. Lassaulx bat deshalb um Erlaubnis, auch die Mauern der Kapelle abzutragen. Die neu errichtete Kapelle, die in Grundriss und in der Außengestaltung an die ursprüngliche Torkapelle des 12. Jahrhunderts anschließt, wurde von Edward von Steinle in den Jahren 1838 bis 1840 ausgemalt. Moritz August von Bethmann-Hollweg verbrachte seinen Lebensabend auf der Burg und starb dort 1877; das Mausoleum der Familie befindet sich auf dem Burgberg. Aus dem Mittelalter sind noch Teile der Ringmauern erhalten, der gewaltige Bergfried mit seinem quadratischen Grundriss sowie das Tor über dem Einfahrtsweg.
Nach dem Zweiten Weltkrieg wurde die Burg Rheineck in den 1950er-Jahren zu einem Ausflugsziel mit Drahtseilbahn und Burgrestaurant, Burgbesichtigung und Turmbesteigung eingeschlossen. Im Jahr 1975 kaufte der als „Burgenkönig“ bekannte Investor Herbert Hillebrand die Burg für seine Tochter Nathalie. Nach herben Finanzverlusten stand die Burg seit 1993 leer, bis er sie 1999 an den heutigen Besitzer Kai Krause verkaufte, der sie grundlegend restaurieren ließ.

## Die Burg heute
Man kann die Burg nicht besichtigen; nur die Zufahrt am Berghang bis vor das Tor ist möglich. Diese Zufahrt ist Teil eines ausgewiesenen Wanderweges, des Rheinhöhenwegs. Er führt weiter über die Reuterslei nach Brohl-Lützing und durchquert dabei eine keltische Fliehburg mit zwei Abschnittswällen unmittelbar über der Burg. Zu sehen ist die Burg von dort allerdings durch hohe Bäume nicht. Von der alten Zufahrtsstraße zweigt ein Fußpfad bergauf zu einem historischen jüdischen Friedhof unterhalb des Berggipfels auf einem auslaufenden Plateau. Einige der Grabsteine, die im unmittelbaren Burgbereich standen, wurden beim Um- und Neubau durch die Familie Bethmann-Hollweg „umgesiedelt“. Sie fanden einen neuen Platz am Kesselberg, nördlich von Bad Breisig. Im eingezäunten Burgbereich, heute nicht mehr zugänglich, liegt die Erbbegräbnisstätte der Familie Bethmann-Hollweg.